# Eunoè
L'Eunoè è un fiume d'invenzione dantesca. Esso è nominato per la prima volta nel canto XXVIII del Purgatorio, da parte della misteriosa Matelda.

## Corso
L'Eunoè ha, inizialmente, corso comune con quello del Letè, dal quale poi si divide. La fonte dei due fiumi, quindi, è comune e, come Dante ci descrive nel canto XXVIII del Purgatorio, è inesauribile, poiché frutto della volontà divina.

## Etimologia del nome e significato nel poema
Nonostante il poeta non conoscesse la lingua greca, grazie all'ausilio dei lessici medievali (i quali conservavano qualche vocabolo di quella lingua), il nome Eunoè è stato composto da Dante a partire proprio da due termini greci: l'avverbio eu, che significa bene, e il sostantivo nous, che significa invece mente, vocabolo che Dante utilizza come sinonimo di memoria. Il significato del nome Eunoè è quindi "memoria del bene", in analogia alla sua funzione, che è quella di riportare alla memoria delle anime pronte al Paradiso ogni bene da esse compiuto. Dante aggiunge che il potere di questo fiume non agisce se, assieme alle sue acque, non si bevono anche quelle del Letè, che cancella la memoria del peccato.